# Ranunculus concinnatus
Ranunculus concinnatus là một loài thực vật có hoa trong họ Mao lương. Loài này được Schott miêu tả khoa học đầu tiên năm 1857.